# Negociações de paz em Genebra sobre a Síria (2017)
As negociações de paz em Genebra sobre a Síria em 2017, também chamadas de negociações de Genebra IV, V, VI, VII e VIII , foram negociações de paz entre o governo sírio e a oposição síria sob os auspícios das Nações Unidas. As negociações de Genebra IV ocorreram entre 23 de fevereiro e 3 de março de 2017, tentando resolver a Guerra Civil Síria. As negociações de Genebra VII começaram em 10 de julho de 2017. As negociações de Genebra VIII foram inicialmente programadas para começar em 28 de novembro de 2017.
Os lados em conflito não tiveram negociações cara a cara, mas por oito dias nenhum partido foi embora, enquanto a Rússia conversou com as partes separadamente.

## Conclusão formal de Genebra IV
As negociações de Genebra IV foram concluídas oficialmente em 3 de março de 2017. As negociações não tiveram nenhum avanço, mas foram concluídas com uma "agenda acordada" e ambas as partes reclamaram de pequenos sucessos. Ao contrário das tentativas anteriores e fracassadas, nenhuma delegação foi embora durante as conferências. A próxima rodada de negociações em Astana estava programada para 14 de março, e a conferência Genebra V começaria em 20 de março. Essas conversas recém-planejadas se concentrariam em uma "transição política" na Síria.

## Consequências
Em 29 de março de 2017, o Conselho Nacional Curdo retirou-se do Comitê de Altas Negociações da oposição síria em protesto contra as políticas do High Negotiations Committee (HNC). Um oficial do Partido da Unidade Curda (Kurdish Unity Party, KNC), parte do KNC, afirmou que "A oposição síria é contra o federalismo e os direitos nacionais curdos constitucionais e deseja adiar a discussão dos direitos curdos no futuro". Em 1 de abril, o KNC declarou que todas as resoluções e documentos resultantes de conversações adicionais das quais o KNC estará ausente não serão vinculativos.